# Словенская народная партия (1892)
Словенская народная партия (словен. Slovenska ljudska stranka) — словенская консервативная христианско-демократическая политическая партия, существовавшая с 1892 года до Второй Мировой войны. 
С создания партии внутри неё существовало 2 основных течения: традиционно-консервативное (лидер — И. Шустершич; которое с клерикальных позиций выступало за укрепление роли католической Церкви в общественно-политической жизни) и христианско-демократическое (Я. Крек; которое пропагандировало идеи социально-экономических преобразований, повышения заработной платы рабочим, создания кооперативов и т. п.).
Первоначально пользовалась влиянием прежде всего в Крайне, к концу 1890-х годов также в других словенских землях Австро-Венгрии, оставаясь на них самой влиятельной партией в 1896—1918 годах. Печатный орган — газета «Slovenec» (1873—1945).

## История
Основана на конгрессе в Любляне 29-31 августа 1892 года под названием Католическая национальная партия (Katoliška narodna stranka). В 1905 году была переименована в Словенскую народную партию (СНП); с 1909, после присоединения ряда других политических организаций, — во Всесловенскую народную партию (Vseslovenska ljudska stranka), с 1920 года — вновь в СНП.
В начале XX века стала самой влиятельной партией в словенских землях (на выборах в рейхсрат в 1911 году набрала 87 % голосов). Выступая за равноправие словенцев, вместе с тем видела в Габсбургской империи противовес распространению германских протестантского влияния. В мае 1917 года под председательством А. Корошеца выступила с программой преобразования Австро-Венгрии на условиях триализма (Австрия, Венгрия, югославянские земли).
Во время распада империи в октябре 1918 года поддержала образование Государства словенцев, хорватов и сербов, вошедшего затем в состав Королевства сербов, хорватов и словенцев (КСХС). Выступала за расширение политической и культурной автономии Словении в рамках КСХС. Однако на всеобщих югославских выборах в ноябре 1920 года СНП впервые с 1907 года потеряла абсолютное большинство в Словении: с 87 % всех словенских мандатовона упала до поддержки всего лишь 36 % голосов избирателей.
После этого партия постепенно изменила свою ориентацию и вышла из югославского правительства. В 1921—1926 годах — одна из главных оппозиционных сил правительствам Н. Пашича и его великосербской политике, сформировав Федералистский блок вместе с Хорватской республиканской крестьянской партией, Югославской мусульманской организацией и другими силами меньшинств. В 1927 году пошла на сближение с Радикальной партией Сербии, после убийства С. Радича в 1928 году А. Корошец занимал пост премьер-министра КСХС.
Однако после установления Александром I Карагеоргиевичем режима личной власти в январе 1929 года, как и другие политические партии, была запрещена. После некоторого первоначального сопротивления диктатуре руководство Словенской народной партии начало сотрудничать с властями (Корошец до 1930 года входил в правительство) в надежде смягчить возможные негативные последствия для Словении. Однако к 1931 году отношения между СНП и роялистской администрацией ухудшились, из-за требований СЛС о восстановлении свободного избирательного права и федеральной конституции для Королевства Югославия начались аресты членов партии.
В 1931—1935 годах действовала в оппозиции. После смерти короля Александра в 1934 году начала сближение с центральным правительством, в 1935 году вместе с сербскими радикалами и боснийскими мусульманами вошла в организованный премьер-министром М. Стоядиновичем Югославянский радикальный союз (до 1941). Тем не менее, СНП сохранила свою независимую структуру в рамках нового объединения, располагала собственными печатным органом, экономическими и просветительскими организациями.
Накануне Второй мировой войны в рядах СНП росло недовольство поддержкой, оказываемой партией профашистским режимам. Христианские социалисты начали массово покидать СНП, в 1937 году из неё вышли левые группы во главе с Э. Коцбеком и А. Брецелем, Многие центристы, христианские демократы и автономисты также чувствовали себя отчужденными вследствие авторитарного поворота партии. Впечатляющий электоральный результат СНП (более 78 % голосов) был достигнут при низкой явке на контролируемых и нетайных выборах.
Во время Второй мировой войны сотрудничала с оккупационными властями в Словении, фактически контролировала Словенский легион. Когда в 1940 году умер А. Корошец, новым лидером СНП стал римско-католический священнослужитель Франк Куловец, но он был убит в 1941 году во время немецкой бомбардировки Белграда. Из двух его сопреемников М. Крек эмигрировал с членами югославского правительства в Лондон, в то время как бан Дравской бановины М. Натлачен возглавил партию во время оккупации, пока не был убит коммунистическим подпольщиком в 1942 году. 
Несмотря на свои призывы из Лондона к членам партии прекратить коллаборационизм, М. Крек не смог восстановить контроль над СНП. Вышедшие из партии левые христианские социалисты сражались против оккупантов в рядах Освободительноого фронта словенского народа и вошли в состав Единого народно-освободительного фронта Югославии.
После Второй мировой войны Коммунистическая партия Югославии пришла к власти и запретила все другие политические партии, включая Словенскую народную партию. Ведущие политики партии эмигрировали в США и Аргентину. В 1950—1980-е годы действовала в эмиграции, выступала с лозунгами независимой Словении.
В мае 1992 вошла в состав партии Словенских христианских демократов (СХД, Slovenski krščanski demokrati; основана в 1989). В 2000 году Словенские христианские демократы объединились с современной Словенской народной партией; таким образом, та смогла заявить официальную преемственность от исторической СНП.